# Grebegan
Grebegan is een bestuurslaag in het regentschap Bojonegoro van de provincie Oost-Java, Indonesië. Grebegan telt 1474 inwoners (volkstelling 2010).